# Soap (canção)
"Soap" é uma canção da artista musical estadunidense Melanie Martinez, gravada para seu álbum de estreia Cry Baby. Escrita pela intérprete junto com Emily Warren e Kyle Shearer, com o último sendo o produtor, incorpora estilos do electropop, e tem elementos do bubblegum pop. O tema foi enviado para download digital mundialmente em 10 de julho de 2015, e em setembro do mesmo ano, estreou em rádios alternativas dos Estados Unidos, servindo como o segundo single do projeto. Seu conteúdo lírico é sobre sobre pessoas que sentiram muito medo de dizer como se sentiam para outras, assim, 'lavaram sua boca com sabão'.
A recepção da faixa após o lançamento do disco foi mista; um revisor disse que a canção "destaca seu alcance vocal e talento", enquanto outro disse que "o refrão é muito repetitivo". Em termos comerciais, a música não teve muito sucesso, entrando somente na tabela Pop Digital Songs, da Billboard.
Duas versões do vídeo musical foram emitidas; a primeira versão teve sua divulgação no mesmo dia do lançamento do single, o qual os amigos da artista gravaram caseiramente, não tendo nenhum diretor envolvido. A segunda versão, dirigida pela cantora, é um vídeo musical com a canção e "Training Wheels", uma faixa também adicionada ao disco. Martinez já interpretou ela acusticamente para o site da Billboard, e ela também está incluida no repertório da Cry Baby Tour.

## Antecedentes
Martinez iniciou o processo de escrita de Cry Baby no início de 2013. Após sair da edição estadunidense da competição de canto The Voice quando havia apenas seis pessoas concorrendo, em dezembro de 2012, a cantora se juntou, a fim de compôr com outras pessoas, com a dupla Kinetics & One Love, a qual posteriormente a artista descreveu como "bom para caramba". Melanie compôs em conjunto com Emily Warren e Kyle Shearer em apenas uma faixa, "Soap", a qual Shearer produziu.

## Lançamento e divulgação
"Soap" foi escolhida como o segundo single do álbum. Foi distribuido mundialmente para download digital em 10 de julho de 2015, através da Atlantic Records. Dois meses depois, a faixa foi lançada em airplay, nas rádios alternativas.
A música foi incluida na setlist da Cry Baby Tour, e a cantora também gravou uma versão acústica para o site da Billboard.

## Composição
Uma canção electropop, indie pop e bubblegum pop, a letra foi escrita pela própria intérprete juntamente com Emily Warren e Kyle Shearer. Liricamente, a canção é sobre sobre pessoas que sentiram muito medo de dizer como se sentiam para outras, assim, 'lavaram sua boca com sabão'. Em uma entrevista com a revista ELLE, Melanie comentou sobre o tema, dizendo:
"Eu acho que ninguém pode realmente se relacionar com essa música. Tenho certeza de que houve um tempo na vida de todos, onde eles se sentiram muito medo de dizer como se sentiam, assim eles 'lavaram sua boca com sabão'. [...] Todos têm o direito de ser vulnerável. Acho que as mulheres e homens e cães e gatos e formigas e alíenigenas podem se expressar e ser vulnerável".

## Recepção da crítica
| Críticas profissionais | Críticas profissionais |
| Avaliações da crítica  | Avaliações da crítica  |
| Fonte                  | Avaliação              |
| ---------------------- | ---------------------- |
| Outlet Magazine        | 8/10                   |

As críticas após o lançamento da faixa foram mistas. Um revisor da Lithium Magazine disse que a canção "verdadeiramente destaca seu alcance vocal e talento". Já Thomas Kraus, da Outlet Magazine, deu uma nota de oito a dez para a canção, dizendo que a mesma tem "refrão muito repetitivo, com uma queda muito irrequieta do instrumental. A produção se sente muito na mesmice, nada muito especial, mas, ao mesmo tempo, é por isso que eu gosto". Gustavo Hackaq, do itPOP, disse que "o refrão [de "Soap"] é um trap absurdamente incrível feito com o barulho de bolhas".

## Vídeo musical
Duas versões do vídeo musical foram emitidos; o primeiro vídeo musical para "Soap" foi gravado pelos amigos da artista caseiramente, não tendo nenhum diretor envolvido. Ele foi emitido no mesmo dia que o single foi lançado. A produção se inicia com Martinez ligando uma torneira de uma banheira. No vídeo todo, ela é vista lavando sua boca com sabão. A segunda versão, dirigido pela cantora, é um vídeo com duas músicas, sendo elas "Soap" e "Training Wheels", uma faixa adicionada ao seu álbum.

## Faixas e formatos
A versão digital de "Soap" contém apenas uma faixa com duração de três minutos e vinte e nove segundos.
- Download digital[4]

1. "Soap" — 3:29

## Desempenho nas tabelas musicais
Após a edição da música como single, entrou e teve como melhor posição a 12ª na Alternative Digital Songs na semana de 1 de agosto de 2015, antes de sair da tabela na semana seguinte. A canção também entrou na parada musical Pop Digital Songs, na 43ª posição e na mesma semana.

### Posições
| Tabela musical (2015)                                | Melhor posição |
| ---------------------------------------------------- | -------------- |
| Estados Unidos (Billboard Alternative Digital Songs) | 12             |
| Estados Unidos (Billboard Pop Digital Songs)         | 43             |

## Créditos de elaboração
Todo o processo de elaboração da canção atribui os seguintes créditos pessoais:
- Melanie Martinez - vocalista principal, composição;
- Emily Warren - composição;
- Kyle Shearer - composição, produção

## Histórico de lançamento
"Soap" foi inicialmente comercializada nos Estados Unidos, no Reino Unido, na Austrália e Japão em 10 de julho de 2015 em download digital, sendo mais tarde lançado em airplay no território estadunidense.
| Região         | Data                | Formato(s)       | Gravadora | Ref.   |
| -------------- | ------------------- | ---------------- | --------- | ------ |
| Estados Unidos | 10 de julho de 2015 | Download digital | Atlantic  | [ 4 ]  |
| Reino Unido    | 10 de julho de 2015 | Download digital | Atlantic  | [ 22 ] |
| Austrália      | 10 de julho de 2015 | Download digital | Atlantic  | [ 23 ] |
| Japão          | 10 de julho de 2015 | Download digital | Atlantic  | [ 5 ]  |
| Estados Unidos | Setembro de 2015    | Airplay          | Atlantic  | [ 6 ]  |